# Sinocranum menghai
 (octobre 2023).
Genre
Espèce
Sinocranum menghai, unique représentant du genre Sinocranum, est une espèce d'araignées aranéomorphes de la famille des Liocranidae.

## Distribution
Cette espèce est endémique du Yunnan en Chine. Elle se rencontre dans le xian de Menghai.

## Description
Le mâle holotype mesure 7,89 mm et la femelle paratype 9,85 mm.

## Systématique et taxinomie
Cette espèce a été décrite par Chu et Li en 2023.
Ce genre a été décrit par Chu et Li en 2023 dans les Liocranidae.

## Étymologie
Son nom d'espèce lui a été donné en référence au lieu de sa découverte, le xian de Menghai.

## Publication originale
- Chu, Li, Yao & Yao, 2023 : « One new genus and four new species of Liocranidae Simon, 1897 (Arachnida, Araneae) from China and Vietnam. » ZooKeys, no 1181, p. 219-240.